# Santa Ana (El Salvador)
Koordinaten: 13° 59′ N, 89° 34′ W
Santa Ana ist eine Stadt in El Salvador. Sie wurde nach der Heiligen Anna benannt. Santa Ana gilt als die zweitwichtigste Stadt des mittelamerikanischen Landes nach San Salvador. Sie befindet sich im Nordwesten des Landes und hat etwa 226.900 Einwohner und eine Fläche von ca. 2023 km². Die Stadt ist gleichzeitig Hauptstadt des Departements und des Stadtkreises gleichen Namens. Sie ist auch katholischer Bischofssitz der Diözese Santa Ana.

## Geschichte
Die erste Siedlung am Ort der jetzigen Stadt Santa Ana wurde von den Maya-Pokomane-Völkern gegründet. Sie nannten die Siedlung „Cihuatehuacan“ (Ort der Priesterinnen).
Am 26. Juni 1569 gründete der Erzbischof von Guatemala, Bernardino de Villalpando, eine Kapelle in dem damaligen Dorf und widmete die Kirche der Heiligen Anna, Mutter der Heiligen Maria. So wurde die Siedlung nach dieser Heiligen umbenannt und hieß von da an „Santa Ana la Grande“.
Im 19. Jahrhundert wurde die alte Kapelle durch Blitzschlag teilweise zerstört. Die Neuerrichtung der Kirche begann, bevor das Bistum Santa Ana gegründet wurde. Die neue Kathedrale wurde am 11. Februar 1913 eingeweiht. Diese Kathedrale ist im gotischen Stil gebaut, etwas, was sie von den meisten im Kolonialstil gebauten Kirchen in El Salvador und sogar ganz Lateinamerikas unterscheidet. 1995 ernannte man die Kathedrale zum Nationalen Denkmal.
Gegenwärtiger Bürgermeister der Stadt ist Francisco Polanco (FMLN).

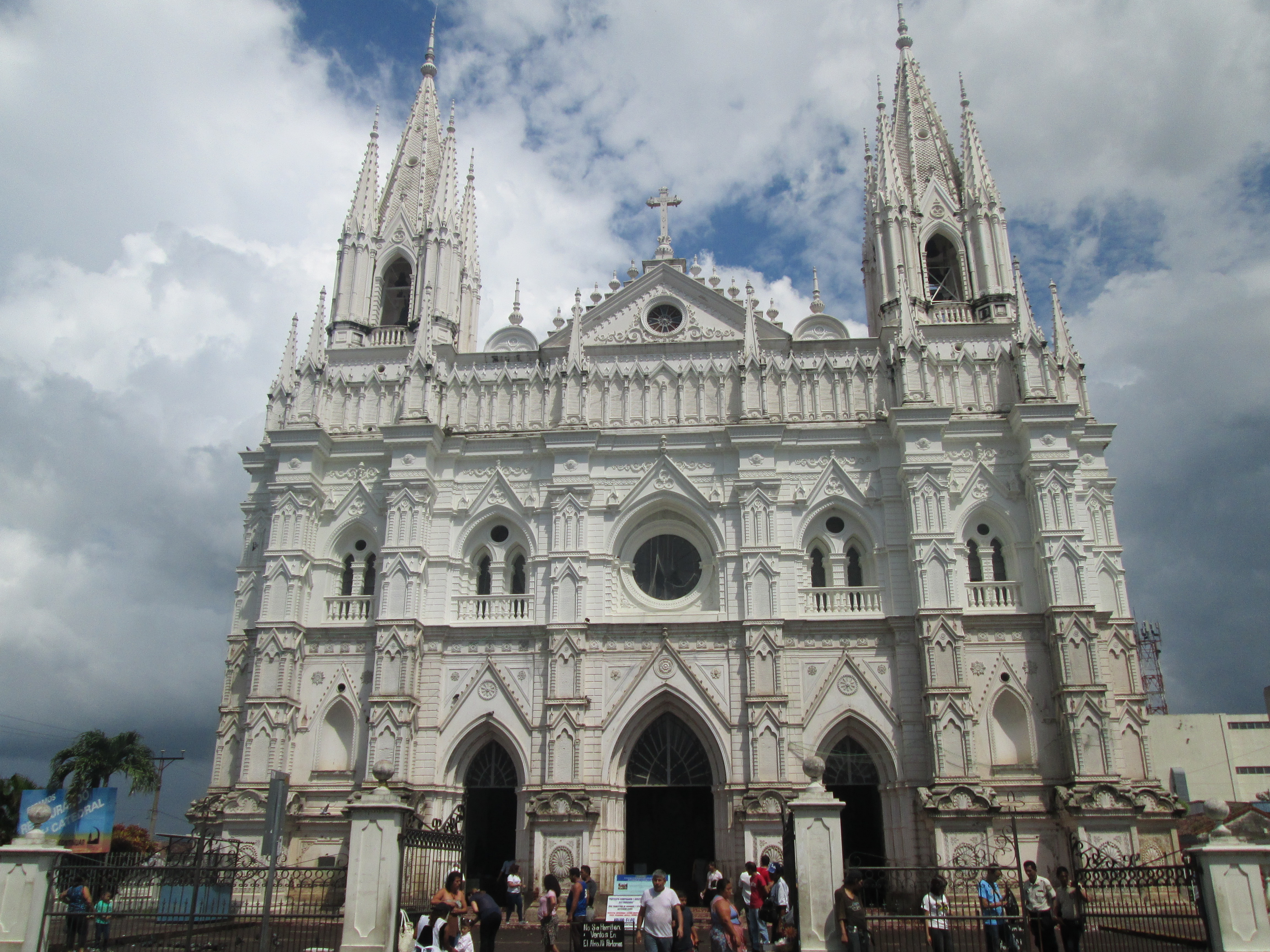
Kathedrale Nuestra Señora de Santa Ana

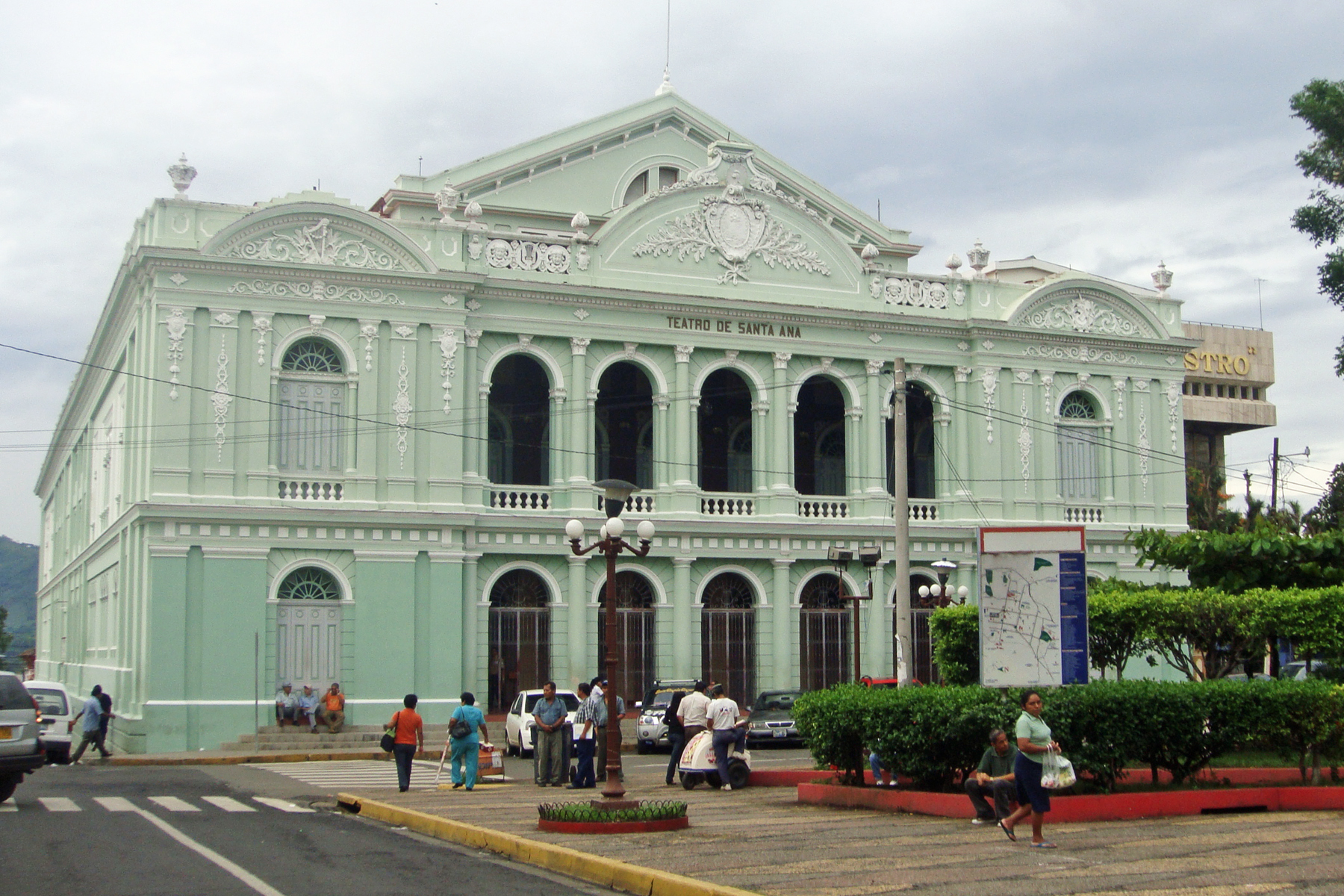
Theater von Santa Ana

## Bildung

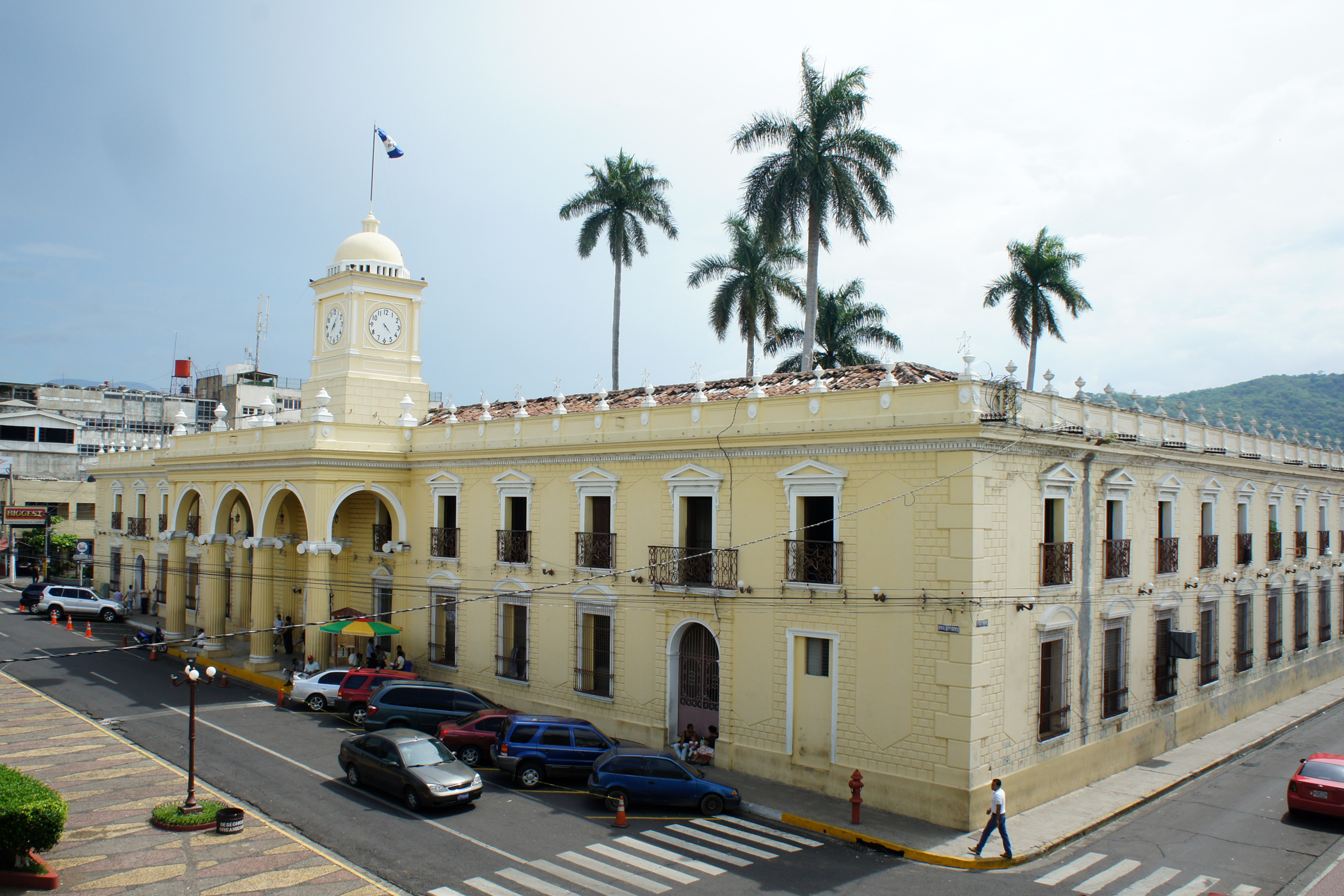
Das Rathaus von Santa Ana (Alcaldia Municipal)

Neben einer großen Anzahl von Grund- und weiterführender Schulen ist Santa Ana auch Sitz verschiedener staatlicher und privater Universitäten: der Universidad Católica de El Salvador, der Universidad Autónoma de Santa Ana und der Facultad Multidisciplinaria de Occidente der Universidad de El Salvador.

## Sehenswürdigkeiten
- Catedral de Santa Ana (Kathedrale)
- Alcadia Municipal (Rathaus)
- Teatro de Santa Ana (Theater)

## Töchter und Söhne der Stadt
- Iván Barton (* 1991), Fußballschiedsrichter
- Francisco Flores Pérez (1959–2016), Politiker, Präsident von El Salvador
- Evelyn García (* 1982), Radrennfahrerin
- Pedro Geoffroy Rivas (1908–1979), Journalist, Lyriker, Anthropologe und Linguist
- Raúl Magaña (1940–2009), Fußballspieler
- Álvaro Menéndez Leal (1931–2000), Lyriker, Erzähler, Dramatiker, Essayist und Journalist
- David Miranda (* 1942), Radrennfahrer
- Alfredo Pacheco (1982–2015), Fußballspieler
- Rafael Rodríguez Díaz (* 1943), Lyriker, Essayist, Literaturkritiker und Hochschullehrer
- Marcelo Tejeda (* 1988), salvadorianisch-uruguayischer Fußballspieler